# Řečice (okres Pelhřimov)
Obec Řečice (německy Retschitz) se nachází v okrese Pelhřimov v Kraji Vysočina. Žije zde 162 obyvatel.

## Historie
První písemná zmínka o obci pochází z roku 1307.
V letech 2006–2010 působila jako starostka Zdeňka Brůnová, od roku 2010 tuto funkci zastává Stanislav Adamec.

## Pamětihodnosti
- Kostel svatého Jiří a přilehlé hřbitovy

## Části obce
- Řečice
- Bystrá
- Křepiny
- Záběhlice

## Galerie

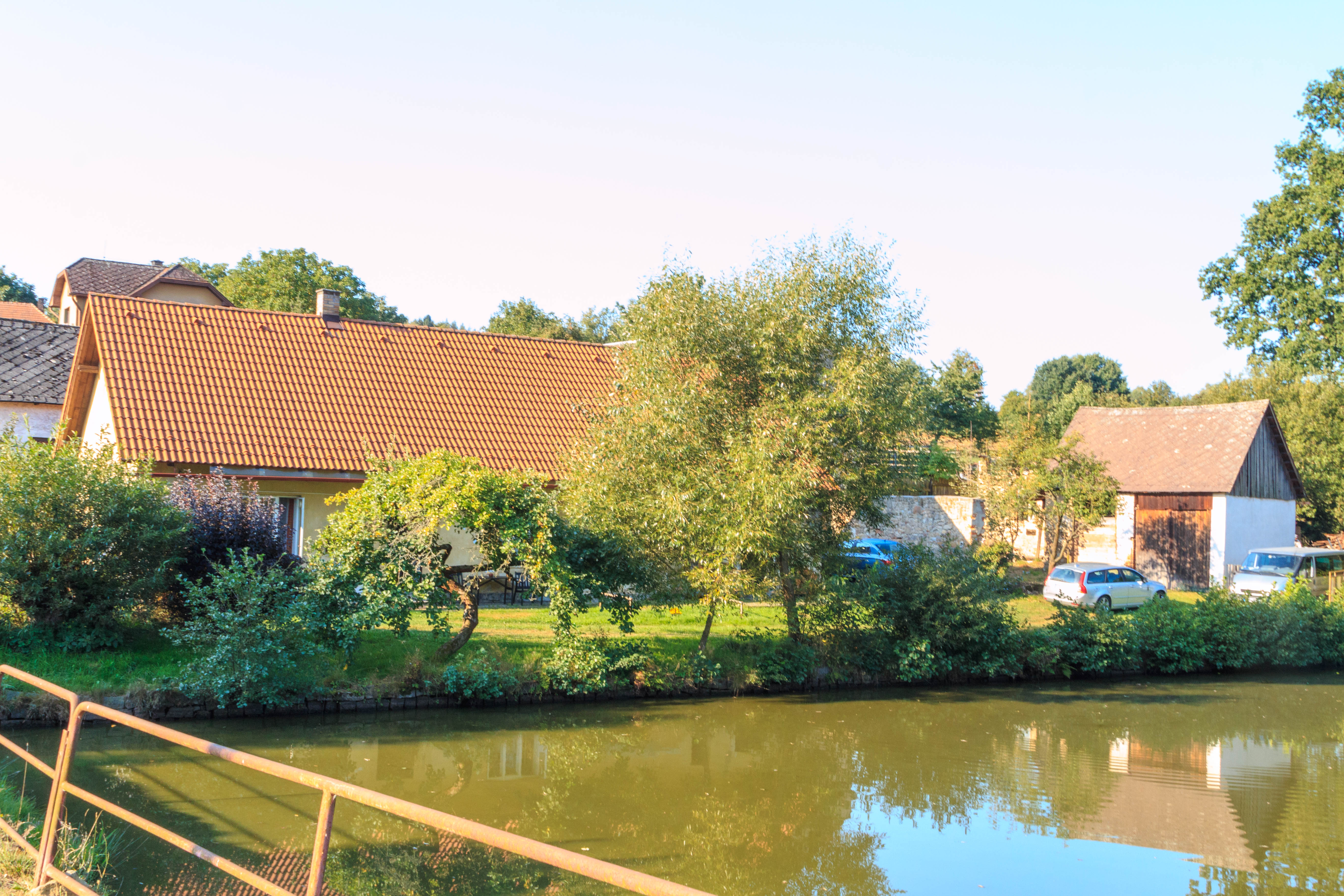
Návesní rybník
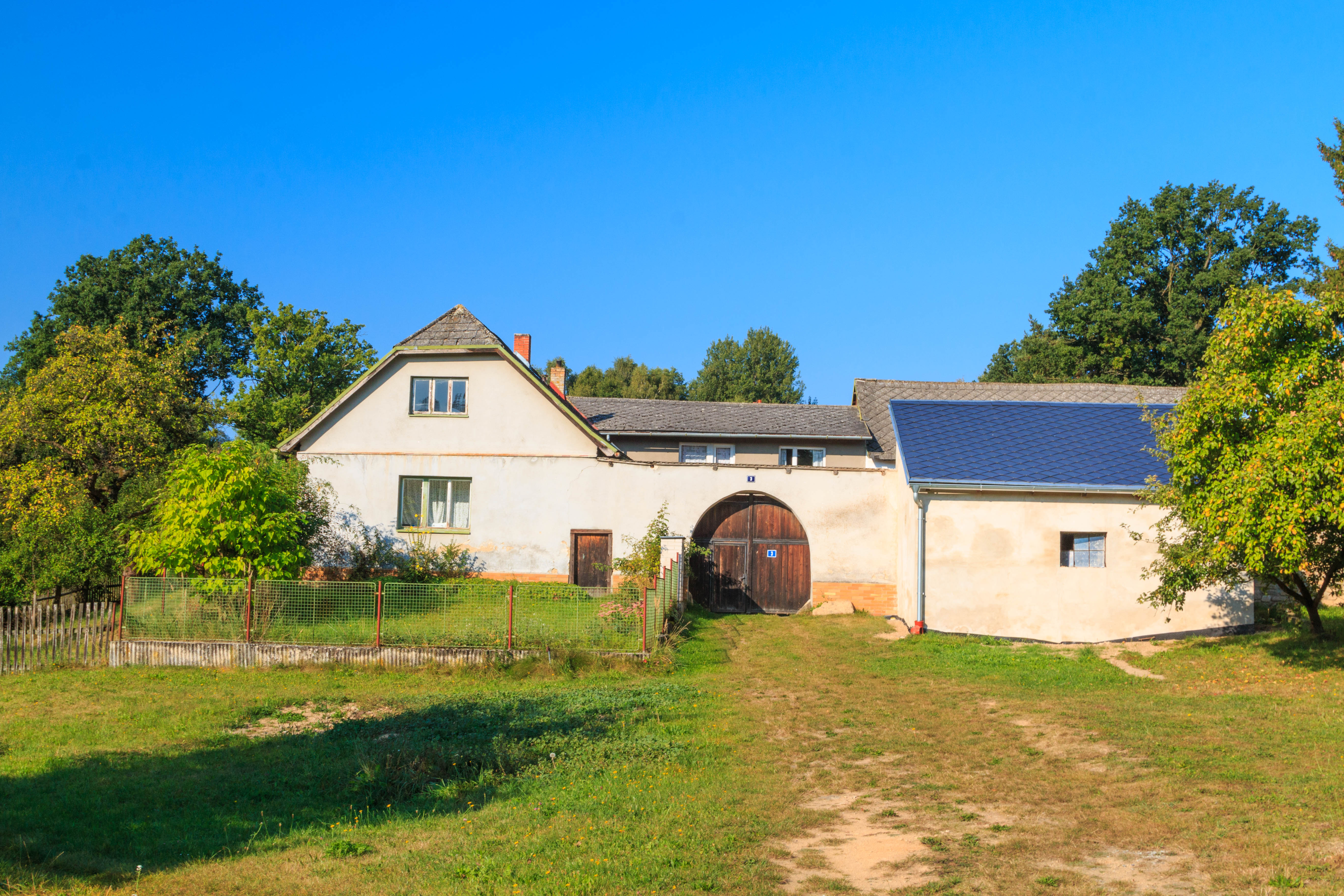
Čp. 3
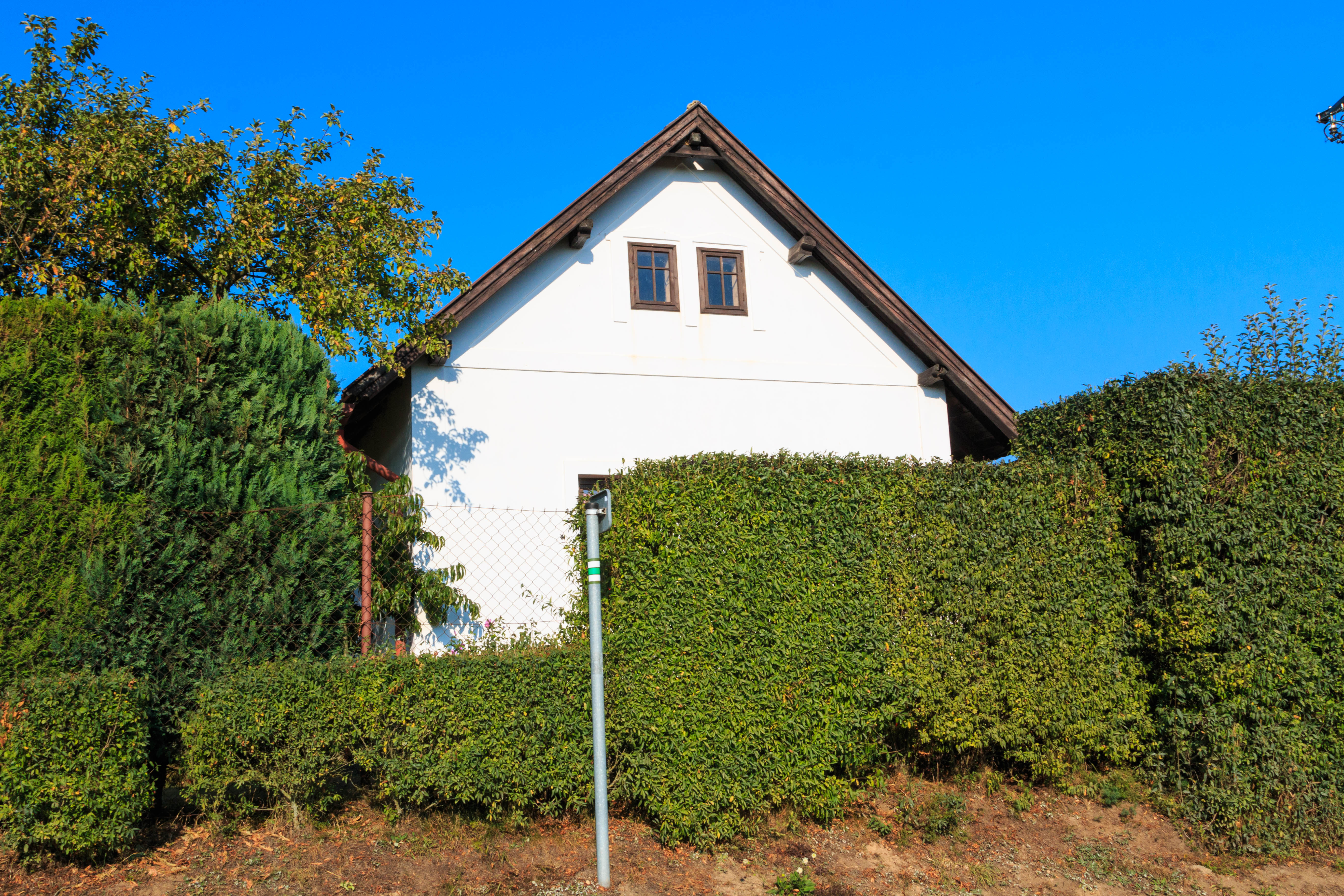
Čp. 40
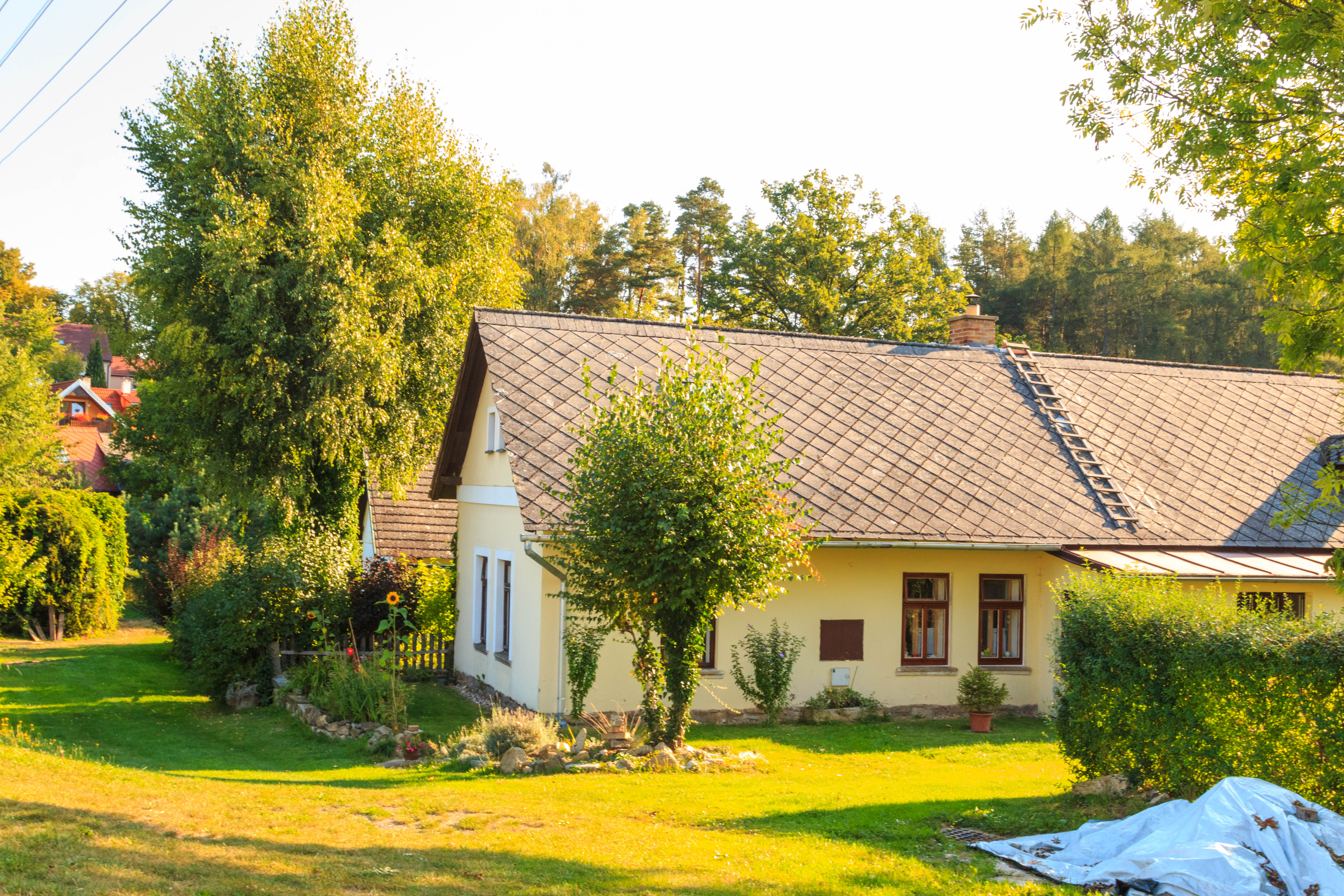
Čp. 22